# Can Maneu (Bar Triquet)
Can Maneu és un edifici d'estil modernista, també conegut com a casa del bar Triquet. Situat a la cantonada del carrer del Sindicat i de l'avinguda de Gabriel Alomar i Villalonga, de Palma.
Fou projectat el 1909 per l'arquitecte Gaspar Bennàssar Moner com a habitatge plurifamiliar, a instàncies de l'industrial Joan Oliver Florit, Maneu. Les decoracions florals de les finestres i capitells i el dinamisme que, a través dels arcs neoromànics, emmarquen les obertures del darrer pis, recorden el Grand Hotel.
En la torre que culmina la finca, hi predomina el gust neoàrab, així com en la forma de les finestres del pati interior. Les decoracions vegetals i florals de les finestres i de la torre tenen un caràcter modernista de gran originalitat.
El dinamisme de les façanes és determinat per la manera distinta de resoldre la decoració, la forma i la disposició de les obertures, si bé es respecta la distribució simètrica d'ambdós frontis, en els quals el cantó actua com un element de nexe i de separació, ja que s'ha fet un grau de fusta que soluciona l'edifici.
Durant una temporada, a partir de 1923, el bar fou la seu social del Balears FC.
Durant els anys 80, la part superior del Triquet fou la seu del Partit Comunista de les Illes Balears. Al 7 juny de 1984 fou l'epicentre del conflicte entre la direcció favorable a sumar-se a l'escissió ortodoxa del PCPE i els lleials a la direcció de Gerardo Iglesias.
El 1990 fou declarat monument nacional. Entre 2006 i 2009 fou rehabilitat integralment, i es va retornart-li l'esplendor original.
Poc després de la construcció, s'establí als baixos el bar Triquet, un dels punts de trobada més populars de Palma que va acabar donant nom a tot l'edifici. Va ser tancat poc abans de la restauració de l'edifici fins 2018 va haver un local comercial i des de llavors és el tercer local de Can Joan de S'Aigo de Palma un emblemàtic lloc d'orxateria i xocolateria, la més antiga de la capital balear, però l'edifici es manté la denominació popular de Triquet.